# Seoul Broadcasting System
Seoul Broadcasting System, w skrócie SBS (Hangul: 에스비에스, MOCT: Eseubieseu) – nadawca publiczny z Korei Południowej, sieć radiowa i telewizyjna, założona w 1990 roku. Świadczy usługi naziemnej telewizji cyfrowej w formacie ATSC od 2001 roku oraz T-DMB od 2005 roku.
SBS został założony 14 listopada 1990 roku i jest drugim komercyjnym nadawcą w Korei Południowej po MBC. Jednak SBS miał stać się atrakcyjnym i alternatywnym kanałem dla widzów MBC, więc jego historia zaczęła się w latach 80., kiedy MBC był rzecznikiem KBS i transmitował wydarzenia sportowe, takie jak Mistrzostwa Świata w Piłce Nożnej 1986. Czasami po reformie demokratycznej w Korei Południowej w 1987 r. Rząd zezwolił na utworzenie drugiej stacji handlowej w Seulu, podczas oddzielania MBC od KBS. Niedawno SBS rozpoczęło emisję demo w swoich placówkach, a następnie, w następnym miesiącu, rozpoczęło emisję próbną w swoich kanałach telewizyjnych i radiowych 1 grudnia 1990 r. Od 20 marca 1991 r. Rozpoczęła pierwsze regularne audycje radiowe na Częstotliwość AM 792 kHz, a następnie, 9 miesięcy później, zaczęły się oficjalne audycje podczas 30-lecia MBC.

## Lista kanałów SBS

### Telewizja
Naziemna
- SBS

Kablowa i satelitarna
- SBS Plus
- SBS Golf
- SBS funE
- SBS Sports
- SBS CNBC
- SBS MTV
- Nickelodeon Korea

### Radio
- SBS Love FM
- SBS Power FM

## Programy SBS
- Inkigayo
- K-Pop Star
- Running Man
- SBS 8 News
- SBS 5 News
- SBS News (1000)
- SBS Nightline
- Let's Go! Morning Wide
- SBS News (1500)
- Sunday News Plus
- SBS Sports News
- Sports Tonight